# Universidad Tecnológica de la Zona Metropolitana de Guadalajara
La Universidad Tecnológica de la Zona Metropolitana de Guadalajara (UTZMG) es una universidad pública, con sede en el municipio de Tlajomulco de Zúñiga, en el estado de Jalisco, México. Pertenece al Subistema de Universidades Tecnológicas de la Secretaría de educación Pública.
Tiene como objetivo impartir educación superior en la modalidad de Técnico Superior Universitario (TSU) en dos años con un enfoque eminentemente práctico.

## Historia
Fue creada en el 2002 como un Organismo Público Descentralizado del Gobierno del Estado de Jalisco.

## Oferta educativa
Cuenta con las carreras de Técnico Superior Universitario en:
- Técnico Superior Universitario en Desarrollo de Negocios
- Técnico Superior Universitario en Energías Renovables
- Técnico Superior Universitario en Mecatrónica
- Técnico Superior Universitario en Tecnologías de la Información y Comunicación
- Técnico Superior Universitario en Turismo
- Técnico Superior Universitario en Paramédico

A su vez, cuenta con las Ingenierías y Licenciaturas en:
- Ingeniería en Desarrollo e Innovación Empresarial
- Ingeniería en Energías Renovables
- Ingeniería en Mecatrónica
- Ingeniería en Tecnologías de la Información y Comunicación
- Licenciatura en Gestión y Desarrollo Turístico
- Licenciatura en Protección Civil y Emergencia